# 阿芒泽
阿芒泽（法語：Amanzé，法語發音：[amɑ̃ze]）是法国索恩-卢瓦尔省的一个市镇，属于沙罗勒区。

## 地理
阿芒泽（46°19'55"N, 4°14'29"E）面积11.29 平方千米，位于法国勃艮第-弗朗什-孔泰大區索恩-卢瓦尔省，该省份为法国中部省份，北起顺时针与科多尔省、汝拉省、安省、罗讷省、卢瓦尔省、阿列省和涅夫勒省接壤。
与阿芒泽接壤的市镇（或旧市镇、城区）包括：普里济、奥耶、布里奥奈地区圣日耳曼、圣桑福里安德布瓦、瓦雷耶。

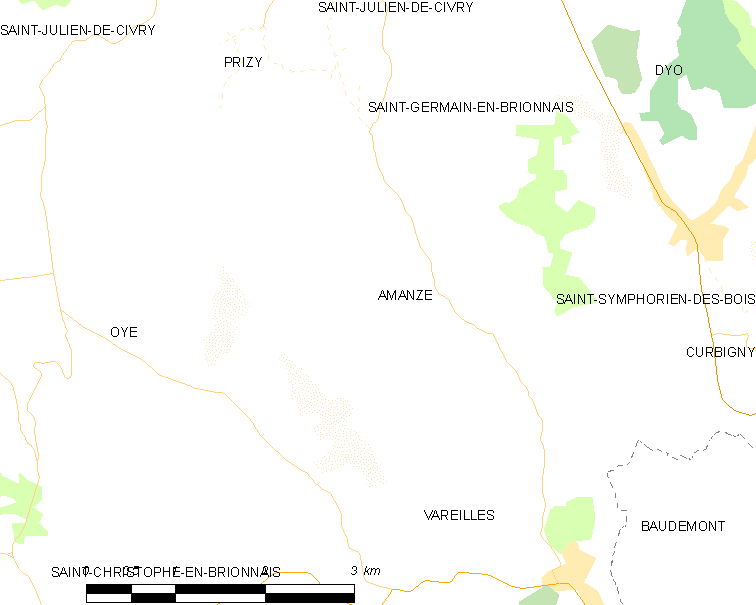
阿芒泽的OSM定位图

阿芒泽的时区为UTC+01:00、UTC+02:00（夏令时）。

## 行政
阿芒泽的邮政编码为71800，INSEE市镇编码为71006。

## 政治
阿芒泽所属的省级选区为绍法耶县。

## 人口

1962-2008年间阿芒泽人口变化图示

阿芒泽于2022年1月1日时的人口数量为195人。